# Fritz Backhaus
Fritz Backhaus (* 1957) ist ein deutscher Historiker. Er war stellvertretender Direktor des Jüdischen Museums in Frankfurt (Main) und ist seit 2017 Direktor der Sammlungen des Deutschen Historischen Museums in Berlin.

## Werke
- Mayer Amschel Rothschild. Ein biografisches Porträt. Verlag Herder, Freiburg i. Br. 2012, ISBN 978-3-451-06232-2.
- Mit Gisela Engel und Robert Liberles: Die Frankfurter Judengasse. Jüdisches Leben in der Neuzeit. Societäts-Verlag, Frankfurt am Main 2006, ISBN 3-7973-0927-9. (Schriftenreihe des Jüdischen Museums Frankfurt am Main, Bd. 9.)
- Die Hostienschändungsprozesse von Sternberg (1492) und Berlin (1510) und die Ausweisung der Juden aus Mecklenburg und der Mark Brandenburg. In: Jahrbuch für Brandenburgische Landesgeschichte. Band 39 (1988). S. 7–26.
- Judenfeindschaft und Judenvertreibungen im Mittelalter. Zur Ausweisung der Juden aus dem Mittelelbraum im 15. Jahrhundert. In: Jahrbuch für die Geschichte Mittel- und Ostdeutschlands. Band 46 (1987). S. 276–332.

Herausgeber
- Mit Raphael Gross und Michael Lenarz: Ignatz Bubis. – Ein jüdisches Leben in Deutschland. Jüdischer Verlag im Suhrkamp Verlag, Frankfurt am Main 2007, ISBN 978-3-633-54224-6.
- Mit Georg Heuberger: Leo Baeck 1873–1956. Aus dem Stamme von Rabbinern. Jüdischer Verlag im Suhrkamp Verlag, Frankfurt am Main, ISBN 3-633-54169-1.
- Mit Gisela Engel, Gundula Grebner und Robert Liberles: Frühneuzeitliche Ghettos in Europa im Vergleich. trafo Wissenschaftsverlag, 2012, ISBN 3-89626-929-1.
- Mit Cilly Kugelmann: Jüdische Figuren in Film und Karikatur. Die Rothschilds und Joseph Süss Oppenheimer. Jan Thorbecke, Stuttgart 1995, ISBN 3-7995-2317-0.